# Friedhofskapelle (Sommerach)

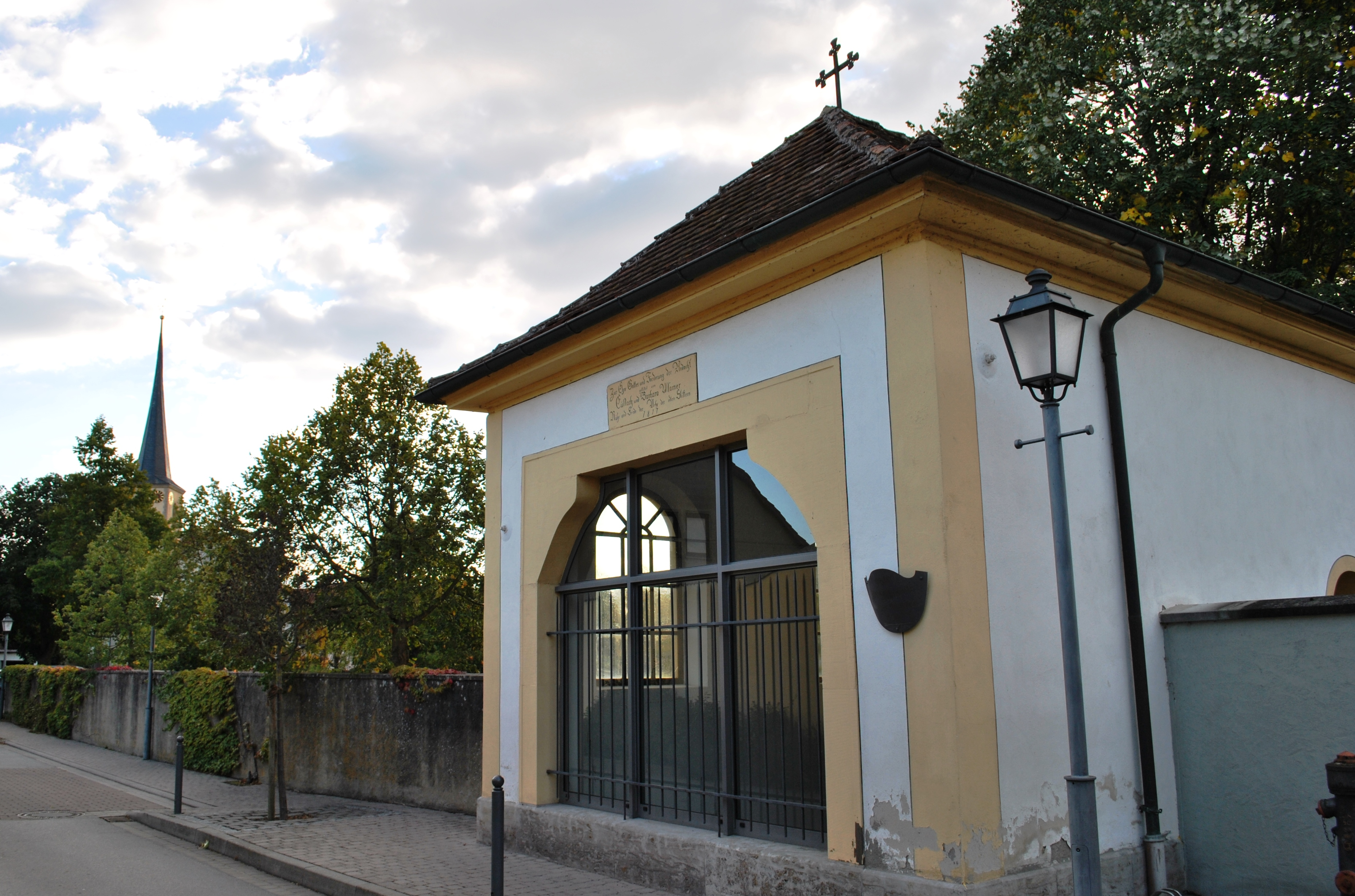
Die Kapelle in Sommerach

Die Friedhofskapelle (auch Kapelle der Heiligen Familie) im unterfränkischen Sommerach ist ein kleines Gotteshaus am Rande des Altortes. Sie befindet sich an der Straße Zum Engelsberg und ist heute Teil des katholischen Dekanats Kitzingen.

## Geschichte
Am Ende des 17. Jahrhunderts verlegte man den Sommeracher Friedhof vom Kirchhof an die heutige Stelle. Nach dem Dreißigjährigen Krieg errichtete man am Rande dieses neuen Gottesackers das sogenannte Herrgottshäuschen für die Schmerzhafte Muttergottes als Vorgängerbau der heutigen Kapelle. Zu Beginn des 19. Jahrhunderts war die Kapelle baufällig geworden und man stiftete 1816 ein Legat für die Neuerrichtung oder die Renovierung des Kirchleins.
Im Jahr 1835 wurde die Kapelle abgerissen und noch im gleichen Jahr neu errichtet. Verantwortlich für den Neubau zeichnete der Obervolkacher M. Reuß. 1836 wurde die neue Kapelle fertiggestellt. Die Benediktion der Kapelle nahm am 2. Juli 1837 Pfarrer Peter Fritz vor. Hundert Jahre später, 1936/1937, erfolgte eine Renovierung, bei der die bisher offene Kapelle geschlossen wurde. Im Jahr 1981 wurde der Altar im Inneren entfernt.

## Architektur und Ausstattung
Die Kapelle präsentiert sich als schlichter Rechteckbau. Sie schließt mit einem Walmdach ab. An der Straßenseite wurde ein großes Fenster angebracht, sodass man ins Innere blicken kann. Der Eingang, ein schlichtes Rechteckportal, befindet sich an der Seite. Eine Inschrift oberhalb des großen Fensters lautet: „Zur Ehre Gottes und zur Förderung der Andacht/ gestiftet von/ Eugen (?) und Barbara Ullamer/ Ruhe und Frieden der Wehe (?) der edlen Stiftern/ 1817“.
Den Mittelpunkt bildet neben einem einfachen Kruzifix und einigen Kreuzwegstationen die sogenannte Graue Marter. Der Bildstock  stammt aus dem Jahr 1511 und wurde 1981 dorthin gebracht. Es handelt sich um einen der bedeutenden spätgotischen fränkischen Marter. Im Aufsatz wird die Passion Christi gezeigt. Der Bildstock läuft in Form eines Dachgiebels mit Walmdach aus.